# Isabelino Gradín
Isabelino Gradín   (Montevideo, 8 de juliol de 1897 - Montevideo, 21 de desembre de 1944) fou un atleta i futbolista uruguaià de les dècades de 1910 i 1920. Formava part d'una família d'esclaus africans provinents de Lesotho.
Fou 24 cops internacional amb la selecció de l'Uruguai. Participà en els Campionats de Sud-amèrica de 1916, 1917 i 1919.
Pel que fa a clubs, defensà els colors de Peñarol i Olimpia Montevideo.
Pel que fa a l'atletisme fou diversos cops campió sud-americà en 200m i 400m llisos.